# هلو (شرکت هواپیمایی)
هلو (به انگلیسی: Peach) یک شرکت هواپیمایی با کد یاتا MM است که در تاریخ ۱۰ فوریه ۲۰۱۱ میلادی تأسیس شده و در تاریخ ۱ مارس ۲۰۱۲ فعالیتش را آغاز کرده‌است. دفتر مرکزی هلو در فرودگاه بین‌المللی کانزای، ایزومی‌سانو، اوساکا، ژاپن واقع شده‌است و به ۱۶ مقصد، پرواز انجام می‌دهد.